# (10299) 1988 VS3
(10299) 1988 VS3 est un astéroïde de la ceinture principale d'astéroïdes de 12,034 km de diamètre découvert en 1988.

## Description
(10299) 1988 VS3 a été découvert le 13 novembre 1988 à l'observatoire Gekko, situé à Shizuoka (Japon), par Yoshiaki Ōshima.

### Caractéristiques orbitales
L'orbite de cet astéroïde est caractérisée par un demi-grand axe de 2,68 ua, un périhélie de 2,010 ua, une excentricité de 0,22 et une inclinaison de 10,33° par rapport à l'écliptique. Du fait de ces caractéristiques, à savoir un demi-grand axe compris entre 2 et 3,2 ua et un périhélie supérieur à 1,666 ua, il est classé, selon la JPL Small-Body Database, comme objet de la ceinture principale d'astéroïdes.

### Caractéristiques physiques
(10299) 1988 VS3 a une magnitude absolue (H) de 13,3 et un albédo estimé à 0,064, ce qui permet de calculer un diamètre de 12,034 km. Ces résultats ont été obtenus grâce aux observations du Wide-Field Infrared Survey Explorer (WISE), un télescope spatial américain mis en orbite en 2009 et observant l'ensemble du ciel dans l'infrarouge, et publiés en 2012 dans un article présentant les résultats concernant 13 511 astéroïdes de la ceinture principale.